# Grüner Veltliner
Il  Grüner Veltliner (letteralmente "Valtellinese verde") in tedesco: [ˈɡʁyːnɐ fɛltˈliːnɐ) è un vitigno a bacca bianca. 

## Storia

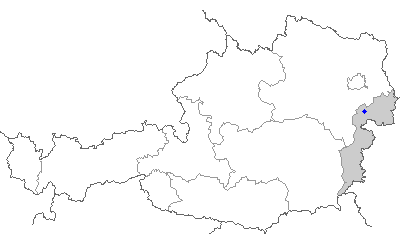
Posizione di Eisenstadt nella regione del Burgenland dell'Austria orientale vicino alla città di Sankt Georgen am Leithagebirge, dove è stata trovata la vite madre superstite di Grüner Veltliner, St. Georgener-Rebe

Si ritiene che il Grüner Veltliner risalga all'epoca romana, con il suo nome derivato da Veltlin (Valtellina) nel nord Italia, anche se gli ampelografi e gli storici del vino devono ancora trovare un legame tra l'uva e la regione italiana. L'uva è probabilmente originaria dell'Austria. Il nome attuale compare in un documento per la prima volta nel 1855; prima di allora era conosciuto come Weißgipfler. Solo negli anni '30 Grüner Veltliner fu stabilito come nome standard dell'uva. Fino alla seconda guerra mondiale, era considerato solo un altro vitigno austriaco, ma dopo l'introduzione del sistema di allevamento della vite Hochkultur di Lenz Moser, si espanse rapidamente nelle piantagioni dagli anni '50 fino a diventare in seguito la varietà più coltivata in Austria.
Negli ultimi anni, Grüner Veltliner ha registrato un aumento di interesse in seguito ai risultati di una degustazione di vini del 2002 organizzata da Masters of Wine Jancis Robinson e Tim Atkin. Qui il Grüner Veltliner dall'Austria ha battuto diversi acclamatissimi vini bianchi Grand cru della Borgogna.

## Descrizione

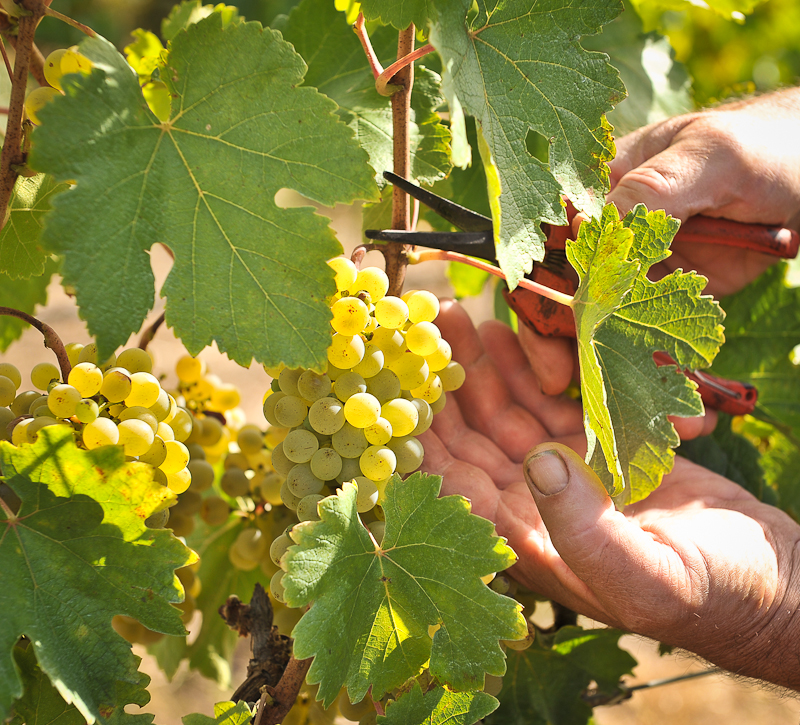
Grüner Veltliner viene raccolto a mano nel vigneto di Hahndorf Hill nelle colline di Adelaide

È di gran lunga la varietà di vite più coltivata in Austria con circa il 30% degli ettari vitati nel Paese. Pare derivi da un incrocio tra l'italiano Traminer e il St. Georgen, una varietà ancestrale del Burgenland.
Il Grüner Veltliner offre una ampia gamma di livelli di qualità: da vini molto leggeri e bevibili a quelli con equilibrata acidità fino a vini molto "muscolosi" (Prädikat), ottenuti da uve  molto mature o addirittura attaccate da botrytis cinerea. Il sito di produzione e la resa sono cruciali per la qualità. Le versioni più speziate, pepate e piccanti sono le preferite; apprezzate le qualità che ricordano il sapore della nocciola o  quelle con sentore di affumicato, note balsamiche, resinose, di tabacco e frutta secca e candita.

## Produzione
Se la sua coltivazione è diminuita del 22% tra il 1999 e il 2009, mantiene comunque ancora una posizione dominante nel totale della superficie dei vigneti dell'Austria. Cresce particolarmente bene in terreni profondi di loess, non ama la siccitosi, è sensibile durante la fioritura, ed è suscettibile di peronospora, Roter Brenner (Pseudopezicula tracheiphila) e clorosi.
Al di fuori delle regioni austriache, il vitigno è poco noto, ma si trova anche in alcune zone della Repubblica Ceca, Ungheria, Germania, Slovacchia e Italia. Recentemente, viene coltivato in piccole quantità in Nuova Zelanda.

## Sinonimi
Questo vitigno assume molti sinonimi.